# Устиновичи (Кировская область)
Устиновичи — деревня в Юрьянском районе Кировской области в составе Медянского сельского поселения.

## География
Находится на расстоянии примерно 2 километра на запад по прямой от поселка Мурыгино.

## История
Известна с 1873 года, когда здесь (тогда починок Шахматовский) было отмечено двора 3 и жителей 34, в 1905 8 и 67, в 1926 11 и 58, в 1950 13 и 46. В 1989 году оставалось 4 жителя. Ныне имеет дачный характер.

## Население
Постоянное население составляло 5 человек (русские 100 %) в 2002 году, 0 в 2010.